# Danny van Poppel
Danny van Poppel (Utrecht, 26 luglio 1993) è un ciclista su strada e ciclocrossista olandese che corre per il team Red Bull-Bora-Hansgrohe. Velocista, professionista dal 2013, ha vinto una tappa alla Vuelta a España 2015.
È figlio degli ex ciclisti professionisti Jean-Paul van Poppel e Leontien van der Lienden; anche suo fratello Boy è un ciclista professionista. Ha esordito al Tour de France 2013 all'età di 19 anni, risultandone il più giovane partecipante delle edizioni del secondo dopoguerra

## Palmarès

### Strada
- 2010 (Juniores)

1ª tappa Corsa della Pace Juniors (Litoměřice > Litoměřice)
4ª tappa Driedaagse van Axel (Strijpen > Strijpen)
Classifica generale Driedaagse van Axel
- 2011 (Juniores)

5ª tappa Corsa della Pace Juniors (Terezín > Terezín)
4ª tappa Driedaagse van Axel (Strijpen > Strijpen)
- 2012 (Rabobank Continental Team, tre vittorie)

2ª tappa Internationale Thüringen Rundfahrt (Erfurt > Erfurt)
5ª tappa Internationale Thüringen Rundfahrt (Treffurt > Treffurt)
1ª tappa Vuelta Ciclista a León (Los Pinos/Lugueros > Sahagún)
- 2014 (Trek Factory Racing, due vittorie)

1ª tappa Tre Giorni delle Fiandre Occidentali (Bruges > Harelbeke)
Prologo Tour de Luxembourg (Lussemburgo, cronometro)
- 2015 (Trek Factory Racing, quattro vittorie)

2ª tappa Tre Giorni delle Fiandre Occidentali (Nieuwpoort > Ichtegem)
2ª tappa Tour de Wallonie (Beaufays > Bassenge)
5ª tappa Tour de Wallonie (Chimay > Thuin)
12ª tappa Vuelta a España (Escaldes-Engordany/Andorra > Lleida)
- 2016 (Team Sky, quattro vittorie)

2ª tappa Tour de Yorkshire (Otley > Doncaster)
1ª tappa Vuelta a Burgos (Sasamón > Melgar de Fernamental)
3ª tappa Vuelta a Burgos (Sedano > Villarcayo)
2ª tappa Arctic Race of Norway (Mo i Rana > Sandnessjøen)
- 2017 (Team Sky, due vittorie)

Prologo Herald Sun Tour (Melbourne Southbank, cronometro)
5ª tappa Tour de Pologne (Olimp Nagawczyna > Rzeszów)
- 2018 (Lotto NL-Jumbo, tre vittorie)

1ª tappa Volta a la Comunitat Valenciana (Oropesa del Mar > Peñíscola)
Halle-Ingooigem
Binche-Chimay-Binche
- 2020 (Circus-Wanty Gobert, una vittoria)

Gooikse Pijl
- 2021 (Intermarché-Wanty-Gobert-Matériaux, due vittorie)

Egmont Cycling Race
Binche-Chimay-Binche
- 2023 (Bora-Hansgrohe, due vittorie)

Rund um Köln
6ª tappa Tour of Britain (Southend-on-Sea > Harlow)
- 2025 (Red Bull-Bora-Hansgrohe, tre vittorie)

1ª tappa Tour de Hongrie (Budapest > Győr)
2ª tappa Tour de Hongrie (Veszprém > Siófok)
Campionati olandesi, Prova in linea

#### Altri successi
- 2010 (Juniores)

2ª tappa. 1ª semitappa Liège-La Gleize (Thimister > Thimister, cronosquadre)
Classifica giovani Driedaagse van Axel
- 2012 (Rabobank Continental Team, tre vittorie)

1ª tappa Internationale Thüringen Rundfahrt (Sangerhausen > Sangerhausen, cronosquadre)
- 2015 (Trek Factory Racing)

Classifica a punti Tour de Wallonie
- 2016 (Team Sky)

Classifica sprint Driedaagse De Panne - Koksijde
Classifica a punti Vuelta a Burgos
- 2017 (Team Sky)

Classifica generale Hammer Sportzone Limburg
- 2021 (Intermarché-Wanty-Gobert Matériaux)

Classifica a punti Benelux Tour
- 2025 (Red Bull-Bora-Hansgrohe)

Classifica a punti Tour de Hongrie

### Cross
- 2010-2011 (Juniores)

Campionati olandesi, Juniors
Cyclocross Diegem Juniors, 6ª prova Superprestige (Diegem)
Koppenbergcross Juniors, 2ª prova Gazet van Antwerpen Trofee (Oudenaarde)
Azencross Juniors, 5ª prova Gazet van Antwerpen Trofee (Loenhout)

## Piazzamenti

### Grandi Giri
- Giro d'Italia

2018: 121º
2024: non partito (16ª tappa)
- Tour de France

2013: non partito (16ª tappa)
2014: ritirato (7ª tappa)
2021: 120º
2022: 108º
2023: 116º
2024: 120º
2025: non partito (17ª tappa)
- Vuelta a España

2015: 141º
2018: 132º
2022: 120º

### Classiche monumento
- Milano-Sanremo

2017: 175º
2018: 55º
2019: 95º
2020: 131º
2022: 141º
2023: 111º
2024: 101º
2025: 141º
- Giro delle Fiandre

2019: ritirato
2020: 108º
2021: 16º
2022: 16º
2023: ritirato
2025: 88º
- Parigi-Roubaix

2015: 45º
2016: 61º
2019: ritirato
2025: ritirato
- Liegi-Bastogne-Liegi

2018: ritirato

### Competizioni mondiali
- Campionati del mondo su strada

Offida 2010 - In linea Juniores: ritirato
Limburgo 2012 - Cronosquadre: 30º
Limburgo 2012 - In linea Under-23: 90º
Doha 2016 - Cronosquadre: 4º
Doha 2016 - In linea Elite: ritirato
Bergen 2017 - In linea Elite: ritirato
Innsbruck 2018 - Cronosquadre: 13º
Fiandre 2021 - In linea Elite: ritirato
- Campionati del mondo di ciclocross

Tábor 2010 - Juniores: 24°

### Competizioni europee
- Campionati europei

Offida 2011 - Cronometro Juniores: 11°
Offida 2011 - In linea Juniores: 52°
Monaco di Baviera 2022 - In linea Elite: 4°
Limburgo 2024 - In linea Elite: 53°
- Campionati europei di ciclocross

Hoogstraten 2009 - Juniores: 10°
Francoforte 2010 - Juniores: 13°